# Eva Säfström
Eva Kristina Säfström född 9 oktober 1770 i Stockholm, död 20 april 1831 i Ystads Sankta Maria församling, Malmöhus län, var en svensk friherrinna, skådespelare och korist.

## Biografi
Säfström var dotter till bruksinspektoren Johan Fredrik Säfström och Brita Christina Lindholm och tvillingsyster till Eleonora Säfström. Hon anställdes tidigt vid Operans kör med sin tvillingsyster: 1785 nämns en ”m:ll Säfström”, och året därpå en m:ll Säfström den äldre och en m:ll Säfström den yngre, båda med en lön på 30. Mellan 1787 och 1789 var endast Eva anställd vid Operan, med en lön på 40. Hon turnerade 1787 i Antonio Bartolomeo Spinacutas trupp, och uppträdde då bland annat i Spektakelhuset i Gävle. Eftersom denna trupp bestod av aktörer utlånade från Stenborgs Teater, borde hon redan då vara engagerad där, även om hon ännu inte fått kontrakt. Hon var mellan 1788 och 1794 engagerad vid Munkbroteatern, där hon debuterade som Serpilla i operan Colonien, där hennes syster gjorde huvudrollen.
Hon gifte sig 1820 med friherre Vilhelm Ludvig von Kaulbars (1764–1821), ryttmästare vid Mörnerska husarerna och flyttade till Ystad. Paret fick två barn, dottern Fredrika Vilhelmina (1796–1877) och sonen Gustaf Vilhelm (1802–1874). Hennes syster var bosatt med henne efter deras mors död 1807.